# Bijzondere belasting
Een bijzondere belasting (accidentele belasting) is een mechanische belasting welke normaal gesproken niet tijdens de levensduur van een bouwwerk aanwezig zal zijn. Voorbeelden van bijzondere belastingen zijn botsing, brand, explosies en in de Belgisch/Nederlandse situatie: aardbevingen.
Bijzondere belastingen duren over het algemeen kort maar zijn vaak bijzonder zwaar. Normaal gesproken is het bouwwerk na optreden van de bijzondere belasting niet meer bruikbaar en is herstel noodzakelijk. In extreme gevallen is het bouwwerk zelfs compleet afgeschreven. Dit is het meest duidelijk na het optreden van het bijzondere belastinggeval: botsing door vliegtuig bij de terroristische aanslagen op 11 september 2001.
De grootte en aard van bijzondere belastingen is moeilijk te voorspellen. De constructie dient voldoende lang voldoende weerstand tegen de belasting te bieden teneinde personen in veiligheid te kunnen brengen. Ook dit wordt duidelijk geïllustreerd door de WTC-torens in New York die ruim een uur bleven staan zodat personen tijd kregen te vluchten uit het gebouw. Dit wordt vooral bereikt door ervoor te zorgen dat:
- het bezwijken van een onderdeel (constructie-element) van het bouwwerk, niet het bezwijken van het gehele bouwwerk tot gevolg heeft,
- de onderdelen van de constructie zo sterk zijn, dat de verwachte belasting kan worden opgenomen,
- beschermende maatregelen worden getroffen waarmee de effecten van de bijzondere belasting wordt beperkt.

Voorbeelden van beschermende maatregelen zijn: het aanbrengen van geleiderails teneinde een botsing te voorkomen, het aanbrengen van explosieluiken waardoor bij een explosie de luchtdruk uit een afgesloten ruimte kan ontsnappen, een verbod op het vervoer van gevaarlijke stoffen door stedelijk gebied en/of tunnels.
statische belasting ·
dynamische belasting

permanente belasting · 
veranderlijke belasting · 
bijzondere belasting ·
momentane belasting

uiterste grenstoestand · 
bruikbaarheidsgrenstoestand ·
belastingsfactor

puntlast · 
lijnlast · 
vlaklast · 
verhinderde vervorming